# رافلزیا
رافلزیا (نام علمی: Rafflesia) نام یک سرده از تیره رافلزیائیان است.
این گل از نظر اندازه، بسیار بزرگ است. پهنای آن نزدیک به 1 متر و وزن آن به 7 کیلوگرم نیز میرسد که در میان سایر گلهای موجود در طبیعت، بی‌همتا است. همچنین این گل بدبو است و بوی بدی (مانند بوی گوشت فاسد) از خود پخش میکند.این بوی بد به جذب حشرات کمک میکند. حشراتی که در گرده افشانی گل و رویش دوباره آن نقش موثری دارند.